# فدریکو ویلده
فدریکو ویلده (انگلیسی: Federico Wilde؛ زادهٔ ۱۹۰۹) بازیکن فوتبال اهل آرژانتین است. وی همچنین در تیم ملی فوتبال آرژانتین بازی کرده‌است.